# 열진동
열진동(영어: thermal vibration, 熱振動)은 분자 간의 충돌로 진동 형태로 열 에너지가 전달되는 현상이다. 분자들은 브라운 운동으로 인해 서로 충돌하여 열에너지를 전달한다. 주로 열전도 현상에서 많이 나타난다.